# (33909) 2000 LU7
2000 LU7 (asteroide 33909) é um asteroide da cintura principal. Possui uma excentricidade de 0.25961170 e uma inclinação de 14.29874º.
Este asteroide foi descoberto no dia 5 de junho de 2000 por LINEAR em Socorro.